# Su Dingfang
Su Dingfang (chinois traditionnel : 蘇定方 ; pinyin : Sū Dìngfāng ; Wade : Su Tingfang) est un général chinois de la période Tang, né en 591 et mort en 667. Il joue un rôle majeur dans la conquête des Turcs Occidentaux lors de la campagne des Tang contre ces peuples, mais aussi en Corée lors de la guerre Koguryo–Tang.